# María Ostolaza
María Ostolaza (ur. 26 lutego 1953) – peruwiańska siatkarka. Reprezentantka kraju na igrzyskach olimpijskich w Montrealu. Srebrna medalistka igrzysk panamerykańskich w 1971 i 1975.